# 東京六大学ソフトテニス連盟
東京六大学ソフトテニス連盟（とうきょうろくだいがくソフトテニスれんめい）は、東京に本部を置く6つの大学のソフトテニス部・軟式庭球部が加盟するソフトテニスの連盟である。

## 概要
1951年に慶應義塾大学が各校に呼びかけ、1952年6月5日に「東京六大学軟式庭球連盟」として結成された。
それまでは、慶應義塾大学・早稲田大学・東京大学の三大学による対校戦、明治大学・法政大学の対校戦、法政大学・立教大学の対校戦として、それぞれ別々に行なわれていたが、東京六大学軟式庭球連盟の結成により、春秋年2回のリーグ戦として一本化された。
また、女子のリーグ戦も1956年に開始されており、男子のリーグ戦だけでなく、女子のリーグ戦もかなり早い時期から行なわれている。
1978年からは、春季リーグ戦とともに「東京六大学ソフトテニス選手権大会」も開催されている。
2010年春季でリーグ戦は第117回、選手権大会は第33回を数えており、長い歴史を持つ。
関西六大学リーグとの間で、王座決定戦や選抜対抗戦も行なわれており、東西六大学間の交流もある。

## 加盟大学
五十音順で以下の通りである。
- 慶應義塾体育会ソフトテニス部
- 東京大学運動会軟式庭球部
- 法政大学体育会ソフトテニス部
- 明治大学体育会ソフトテニス部
- 立教大学体育会ソフトテニス部
- 早稲田大学軟式庭球部

## 年表
- 1952年 東京六大学軟式庭球連盟が結成され、第1回大会が日吉で開催される
- 1952年 第2回大会から日比谷公園コートをホームコートとして開催
- 1954年 東西六大学王座決定戦と東西六大学選抜対抗戦が始まる
- 1956年 女子のリーグ戦が始まる
- 1978年 春季リーグ戦とともに六大学選手権大会が始まる
- 1992年 女子の東西六大学王座決定戦が始まる
- 1994年 女子の東西六大学選抜対抗戦が始まる
- 2001年 秋季リーグ戦で記念すべきリーグ戦第100回を数える